# Train Express Regional
De Train Express Regional (TER) is een regionale treinverbinding die Dakar, de hoofdstad van Senegal, verbindt met de Internationale luchthaven Blaise Diagne. Het eerste gedeelte van de lijn, een opwaardering van de bestaande spoorlijn van Dakar naar de geplande stad Diamniadio, is op 14 januari 2019 opgeleverd.
De volledige lijn is in 2020 voltooid, met 14 stations over een lengte van 57 kilometer. Er kan dan in 45 minuten van Dakar naar het vliegveld worden gereisd. De verwachting is dat er dagelijks ongeveer 115 duizend reizigers van de treinverbinding gebruik zullen maken.

## Stations
De TER zal uiteindelijk 14 stations tellen. Reeds bevestigde stations zijn:
- Dakar
- Hann
- Thiaroye
- Mbao
- Rufisque
- Bargny
- Diamniadio
- Internationale luchthaven Blaise Diagne